# Francesca Boscarelli
Francesca Boscarelli (Benevento, 27 de mayo de 1982) es una deportista italiana que compitió en esgrima, especialista en la modalidad de espada. Ganó dos medallas en el Campeonato Europeo de Esgrima, oro en 2007 y bronce en 2008.

## Palmarés internacional
| Campeonato Europeo | Campeonato Europeo | Campeonato Europeo | Campeonato Europeo |
| Año                | Lugar              | Medalla            | Prueba             |
| ------------------ | ------------------ | ------------------ | ------------------ |
| 2007               | Gante (Bélgica)    | Medalla de oro     | Espada por equipos |
| 2008               | Kiev (Ucrania)     | Medalla de bronce  | Espada por equipos |